# Амстердам (Мисури)
Амстердам (енгл. Amsterdam) град је у америчкој савезној држави Мисури.

## Демографија
По попису из 2010. године број становника је 242, што је 39 (-13,9%) становника мање него 2000. године.
| Група             | 2000.       | 2010.       |
| Белци             | 276 (98,2%) | 232 (95,9%) |
| Афроамериканци    | 0 (0,0%)    | 1 (0,4%)    |
| Азијати           | 0 (0,0%)    | 0 (0,0%)    |
| Хиспаноамериканци | 0 (0,0%)    | 3 (1,2%)    |
| Укупно            | 281         | 242         |